# Matty Cash
Matthew Stuart Cash, detto Matty (Slough, 7 agosto 1997) è un calciatore inglese naturalizzato polacco, difensore dell'Aston Villa e della nazionale polacca.

## Biografia
Nato in Inghilterra a Slough, ha origini polacche tramite madre. Suo padre Stuart è un ex calciatore.
Nell'ottobre 2021 ottiene il passaporto polacco, rendendosi così convocabile per la nazionale polacca.

## Carriera

### Club

#### Giovanili
Cash è cresciuto nei settori giovanili di Wycombe e Nottingham Forest.

#### Dagenham & Redbridge
Il 4 marzo 2016 il Nottingham lo cede in prestito al Dagenham & Redbridge, con cui inizia la carriera professionistica.

#### Nottingham Forest
Tornato al Forest, il 5 agosto prolunga fino al 2019. Finito nel mirino di squadre importanti come Chelsea e Lipsia per le buone prestazioni offerte, il 3 marzo 2017 rinnova con i Reds fino al 2021.

#### Aston Villa
Il 3 settembre 2020 viene ufficializzato il suo trasferimento all'Aston Villa per 14 milioni di sterline.

### Nazionale
Nel 2018 viene contattato dalla federazione calcistica polacca per rappresentare la Polonia, ma tutto viene interrotto a causa, a suo dire, dell'opposizione dell'allora presidente della federazione Zbigniew Boniek. Con l'avvento di Cezary Kulesza al posto di Boniek le cose cambiano in positivo per lui, tanto che nell'ottobre 2021 ottiene la cittadinanza polacca. Il 1º novembre dello stesso anno riceve la sua prima convocazione da parte della nazionale biancorossa, con cui esordisce 11 giorni dopo nel successo per 1-4 in casa di Andorra.
L'11 giugno 2022 realizza la sua prima rete per la selezione polacca nel pareggio per 2-2 in casa dei Paesi Bassi in Nations League.
Convocato dal CT Czesław Michniewicz per disputare i Mondiali di Qatar 2022, disputa interamente tutte le partite della sua nazionale.

## Statistiche

### Presenze e reti nei club
Statistiche aggiornate al 10 luglio 2025
| Stagione                 | Squadra                  | Campionato               | Campionato | Campionato | Coppe nazionali | Coppe nazionali | Coppe nazionali | Coppe continentali | Coppe continentali | Coppe continentali | Altre coppe | Altre coppe | Altre coppe | Totale | Totale | Totale |
| Stagione                 | Squadra                  | Comp                     | Pres       | Reti       | Comp            | Pres            | Reti            | Comp               | Pres               | Reti               | Comp        | Pres        | Reti        | Pres   | Reti   |        |
| ------------------------ | ------------------------ | ------------------------ | ---------- | ---------- | --------------- | --------------- | --------------- | ------------------ | ------------------ | ------------------ | ----------- | ----------- | ----------- | ------ | ------ | ------ |
| mar.-mag. 2016           | Dag & Red                | FL2                      | 12         | 3          | FACup+CdL       | -               | -               | -                  | -                  | -                  | -           | -           | -           | 12     | 3      |        |
| 2016-2017                | Nottingham Forest        | FLC                      | 28         | 0          | FACup+CdL       | 1+1             | 0               | -                  | -                  | -                  | -           | -           | -           | 30     | 0      |        |
| 2017-2018                | Nottingham Forest        | FLC                      | 23         | 2          | FACup+CdL       | 2+0             | 0               | -                  | -                  | -                  | -           | -           | -           | 25     | 2      |        |
| 2018-2019                | Nottingham Forest        | FLC                      | 36         | 6          | FACup+CdL       | 1+4             | 0+2             | -                  | -                  | -                  | -           | -           | -           | 41     | 8      |        |
| 2019-2020                | Nottingham Forest        | FLC                      | 42         | 3          | FACup+CdL       | 0+3             | 0               | -                  | -                  | -                  | -           | -           | -           | 45     | 3      |        |
| Totale Nottingham Forest | Totale Nottingham Forest | Totale Nottingham Forest | 129        | 11         |                 | 12              | 2               |                    | -                  | -                  |             | -           | -           | 141    | 13     |        |
| 2020-2021                | Aston Villa              | PL                       | 28         | 0          | FACup+CdL       | -               | -               | -                  | -                  | -                  | -           | -           | -           | 28     | 0      |        |
| 2021-2022                | Aston Villa              | PL                       | 38         | 4          | FACup+CdL       | 1+1             | 0               | -                  | -                  | -                  | -           | -           | -           | 40     | 4      |        |
| 2022-2023                | Aston Villa              | PL                       | 26         | 0          | FACup+CdL       | 1+1             | 0               | -                  | -                  | -                  | -           | -           | -           | 28     | 0      |        |
| 2023-2024                | Aston Villa              | PL                       | 29         | 2          | FACup+CdL       | 3+1             | 1+0             | UECL               | 13                 | 2                  | -           | -           | -           | 46     | 5      |        |
| 2024-2025                | Aston Villa              | PL                       | 27         | 1          | FACup+CdL       | 3+0             | 0+0             | UCL                | 8                  | 0                  |             |             |             | 38     | 1      |        |
| Totale Aston Villa       | Totale Aston Villa       | Totale Aston Villa       | 148        | 7          |                 | 11              | 1               |                    | 21                 | 2                  |             | -           | -           | 180    | 10     |        |
| Totale carriera          | Totale carriera          | Totale carriera          | 289        | 21         |                 | 23              | 3               |                    | 21                 | 2                  |             | -           | -           | 332    | 26     |        |

### Cronologia presenze e reti in nazionale
| Cronologia completa delle presenze e delle reti in nazionale ― Polonia | Cronologia completa delle presenze e delle reti in nazionale ― Polonia | Cronologia completa delle presenze e delle reti in nazionale ― Polonia | Cronologia completa delle presenze e delle reti in nazionale ― Polonia | Cronologia completa delle presenze e delle reti in nazionale ― Polonia | Cronologia completa delle presenze e delle reti in nazionale ― Polonia | Cronologia completa delle presenze e delle reti in nazionale ― Polonia | Cronologia completa delle presenze e delle reti in nazionale ― Polonia |
| Data                                                                   | Città                                                                  | In casa                                                                | Risultato                                                              | Ospiti                                                                 | Competizione                                                           | Reti                                                                   | Note                                                                   |
| ---------------------------------------------------------------------- | ---------------------------------------------------------------------- | ---------------------------------------------------------------------- | ---------------------------------------------------------------------- | ---------------------------------------------------------------------- | ---------------------------------------------------------------------- | ---------------------------------------------------------------------- | ---------------------------------------------------------------------- |
| 12-11-2021                                                             | Andorra La Vella                                                       | Andorra                                                                | 1 – 4                                                                  | Polonia                                                                | Qual. Mondiali 2022                                                    | -                                                                      | 64’                                                                    |
| 15-11-2021                                                             | Varsavia                                                               | Polonia                                                                | 1 – 2                                                                  | Ungheria                                                               | Qual. Mondiali 2022                                                    | -                                                                      | 45+2’ 46’                                                              |
| 24-3-2022                                                              | Glasgow                                                                | Scozia                                                                 | 1 – 1                                                                  | Polonia                                                                | Amichevole                                                             | -                                                                      |                                                                        |
| 29-3-2022                                                              | Chorzów                                                                | Polonia                                                                | 2 – 0                                                                  | Svezia                                                                 | Qual. Mondiali 2022                                                    | -                                                                      |                                                                        |
| 8-6-2022                                                               | Bruxelles                                                              | Belgio                                                                 | 6 – 1                                                                  | Polonia                                                                | UEFA Nations League 2022-2023 - 1º turno                               | -                                                                      | 66’                                                                    |
| 11-6-2022                                                              | Rotterdam                                                              | Paesi Bassi                                                            | 2 – 2                                                                  | Polonia                                                                | UEFA Nations League 2022-2023 - 1º turno                               | 1                                                                      |                                                                        |
| 14-6-2022                                                              | Varsavia                                                               | Polonia                                                                | 0 – 1                                                                  | Belgio                                                                 | UEFA Nations League 2022-2023 - 1º turno                               | -                                                                      |                                                                        |
| 22-11-2022                                                             | Doha                                                                   | Messico                                                                | 0 – 0                                                                  | Polonia                                                                | Mondiali 2022 - 1º turno                                               | -                                                                      |                                                                        |
| 26-11-2022                                                             | Al Rayyan                                                              | Polonia                                                                | 2 – 0                                                                  | Arabia Saudita                                                         | Mondiali 2022 - 1º turno                                               | -                                                                      | 16’                                                                    |
| 30-11-2022                                                             | Doha                                                                   | Polonia                                                                | 0 – 2                                                                  | Argentina                                                              | Mondiali 2022 - 1º turno                                               | -                                                                      |                                                                        |
| 4-12-2022                                                              | Doha                                                                   | Francia                                                                | 3 – 1                                                                  | Polonia                                                                | Mondiali 2022 - Ottavi di finale                                       | -                                                                      | 88’                                                                    |
| 24-3-2023                                                              | Praga                                                                  | Rep. Ceca                                                              | 3 – 1                                                                  | Polonia                                                                | Qual. Euro 2024                                                        | -                                                                      | 9’                                                                     |
| 10-9-2023                                                              | Tirana                                                                 | Albania                                                                | 2 – 0                                                                  | Polonia                                                                | Qual. Euro 2024                                                        | -                                                                      |                                                                        |
| 12-10-2023                                                             | Tórshavn                                                               | Fær Øer                                                                | 0 – 2                                                                  | Polonia                                                                | Qual. Euro 2024                                                        | -                                                                      | 16’ 59’                                                                |
| 21-3-2024                                                              | Varsavia                                                               | Polonia                                                                | 5 – 1                                                                  | Estonia                                                                | Qual. Euro 2024                                                        | -                                                                      | 46’ 56’                                                                |
| 21-3-2025                                                              | Varsavia                                                               | Polonia                                                                | 1 – 0                                                                  | Lituania                                                               | Qual. Mondiali 2026                                                    | -                                                                      | 68’                                                                    |
| 24-3-2025                                                              | Varsavia                                                               | Polonia                                                                | 2 – 0                                                                  | Malta                                                                  | Qual. Mondiali 2026                                                    | -                                                                      | 66’                                                                    |
| 6-6-2025                                                               | Varsavia                                                               | Polonia                                                                | 2 – 0                                                                  | Moldavia                                                               | Amichevole                                                             | 1                                                                      | 60’                                                                    |
| 10-6-2025                                                              | Helsinki                                                               | Finlandia                                                              | 2 – 1                                                                  | Polonia                                                                | Qual. Mondiali 2026                                                    | -                                                                      |                                                                        |
| Totale                                                                 |                                                                        | Presenze                                                               | 19                                                                     |                                                                        | Reti                                                                   | 2                                                                      |                                                                        |